# Ignacy Paszkiewicz
Ignacy Paszkiewicz – urzędnik, prezydent Włocławka w latach 1851–1858.
W 1856 r. mieszkańcy Włocławka wystąpili do Komisji Rządowej Spraw Wewnętrznych o odwołanie Paszkiewicza z funkcji prezydenta. Oskarżano go o nadużycia, oszustwa i zdzierstwo. Komisja potwierdziła stawiane przez mieszkańców zarzuty, wkrótce odwołano Paszkiewicza ze stanowiska.